# Zschokkella iskovi
Zschokkella iskovi is een microscopische parasiet uit de familie Myxidiidae. Zschokkella iskovi werd in 1989 beschreven door Kovaljova, Donetz & Kolesnikova. 